# U-Bahnhof Alt-Tempelhof

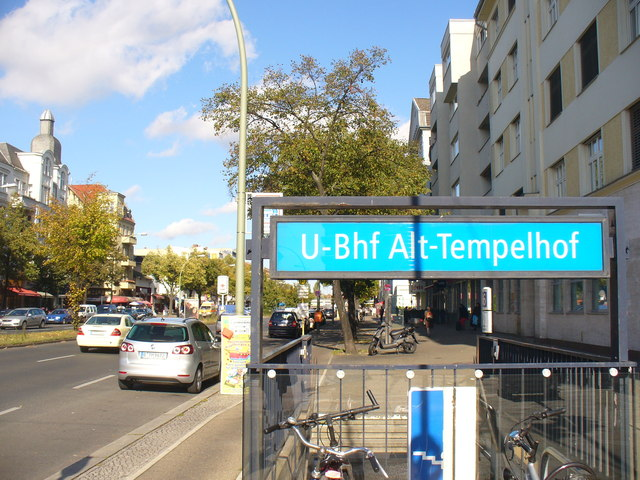
Bahnhofseingang am Tempelhofer Damm

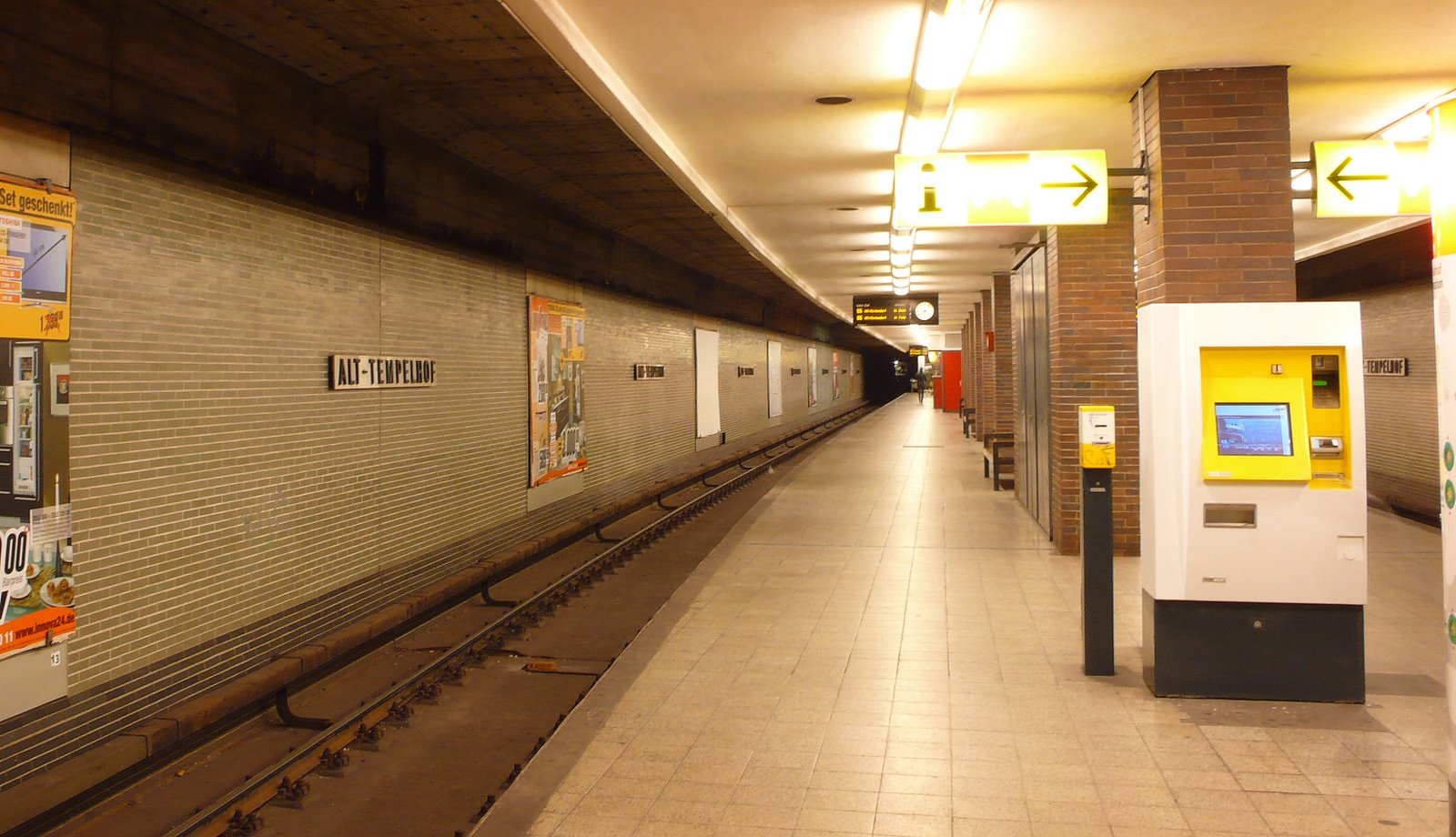
Bahnsteig

Der U-Bahnhof Alt-Tempelhof ist eine Station der U-Bahn-Linie U6 im Berliner Ortsteil Tempelhof des Bezirks Tempelhof-Schöneberg. Die BVG führt den Bahnhof unter dem internen Kürzel At; der Bahnhof ist 498 Meter vom S- und U-Bahnhof Tempelhof und 591 Meter vom U-Bahnhof Kaiserin-Augusta-Straße entfernt.
Der am 28. Februar 1966 eröffnete U-Bahnhof Alt-Tempelhof gehört zum Abschnitt der heutigen Linie U6 zwischen dem Bahnhof Tempelhof und Alt-Mariendorf, neben diesem Bahnhof gingen vier weitere in Betrieb. Wie nahezu alle Bahnhöfe dieser Zeit übernahm auch hier der Architekt Bruno Grimmek den Entwurf. Der Bahnhof zeigt sich – wie viele Bahnhöfe Grimmeks jener Zeit – sehr nüchtern und unauffällig. Er besitzt einen 110 Meter langen und sieben Meter breiten Bahnsteig und eine Flachdecke, wobei über den Gleisen weiße Holzpaneele hängen. Die Bahnsteighinterwände sind mit grünen kleinteiligen Keramikfliesen verkleidet, die den Bahnhof tragende Stützenreihe ebenfalls in weiß.
Ende 2018 wurde der Bahnhof zusammen mit zwölf weiteren Stationen als Zeitzeuge für den West-Berliner U-Bahn-Bau der 1960er und 1970er Jahre unter Denkmalschutz gestellt.
Der Bahnhof ist bis heute nicht barrierefrei ausgebaut, lediglich Fahr- und Steintreppen ermöglichen den Zugang zum Bahnhof. Nachdem der nächstgelegene Bahnhof Tempelhof, der bereits im Jahr 1993 barrierefrei ausgebaut wurde, nur wenige hundert Meter entfernt liegt, wurde die Ausstattung des Bahnhofs Alt-Tempelhof mit Aufzugsanlagen auf nach 2016 verschoben. Der barrierefreie Ausbau sollte Ende 2020 abgeschlossen sein. Nach Angaben der Senatsverwaltung für Verkehr soll der Bahnhof bis 2028 einen Aufzug erhalten.

## Anbindung
| Linie | Verlauf |
| ----- | --- |
|       | Alt-Tegel – Borsigwerke – Holzhauser Straße – Otisstraße – Scharnweberstraße – Kurt-Schumacher-Platz – Afrikanische Straße – Rehberge – Seestraße – Leopoldplatz – Wedding – Reinickendorfer Straße – Schwartzkopffstraße – Naturkundemuseum – Oranienburger Tor – Friedrichstraße – Unter den Linden – Stadtmitte – Kochstraße – Hallesches Tor – Mehringdamm – Platz der Luftbrücke – Paradestraße – Tempelhof – Alt-Tempelhof – Kaiserin-Augusta-Straße – Ullsteinstraße – Westphalweg – Alt-Mariendorf |

Am U-Bahnhof bestehen Umsteigemöglichkeiten von der Linie U6 zu verschiedenen Omnibuslinien der BVG.